# Falaises et dunes de Wimereux, estuaire de la Slack, Garennes et Communaux d'Ambleteuse-Audresselles
Falaises et dunes de Wimereux, estuaire de la Slack, Garennes et Communaux d'Ambleteuse-Audresselles este o arie protejată (sit de importanță comunitară — SCI) din Franța întinsă pe o suprafață de 411 ha, integral pe uscat.

## Localizare
Centrul sitului Falaises et dunes de Wimereux, estuaire de la Slack, Garennes et Communaux d'Ambleteuse-Audresselles este situat la coordonatele 50°47′45″N 1°36′29″E / 50.79583°N 1.60806°E.

## Înființare
Situl Falaises et dunes de Wimereux, estuaire de la Slack, Garennes et Communaux d'Ambleteuse-Audresselles a fost declarat arie specială de conservare în baza directivei 92/43 din 1992 referitoare la conservarea habitatelor naturale și a faunei și florei sălbatice pentru a proteja 1 specie de plante și 6 specii de animale.

## Biodiversitate
Situată în ecoregiunea atlantică, aria protejată conține 27 de habitate naturale: Păduri aluvionare cu Alnus glutinosa și Fraxinus excelsior (Alno-Padion, Alnion incanae, Salicion albae), Ape stătătoare oligotrofe până la mezotrofe, cu vegetație de Littorelletea uniflorae și/sau de Isoëto-Nanojuncetea, Depresiuni intradunale umede, Fânețe de joasă altitudine (Alopecurus pratensis, Sanguisorba officinalis), Pajiștile Spartina (Spartinion maritimae), Cursuri de apă de la nivel de câmpie la nivel montan, cu vegetație Ranunculion fluitantis și Callitricho-Batrachion, Izvoare petrifiante cu formare de travertin (Cratoneurion), Estuare, Pășuni atlantice udate de apa mării (Glauco-Puccinellietalia maritimae), Dune împădurite din regiunile atlantică, continentală și boreală, Pajiști cu Molinia pe soluri calcaroase, turboase sau argilos-nămoloase (Molinion caeruleae), Vegetație anuală la limita mareei, Lacuri eutrofice naturale cu vegetație de tip Magnopotamion sau Hydrocharition, Terase mlăștinoase și terase nisipoase neacoperite de apă la reflux, Vegetație perenă pe țărmurile stâncoase, Faleze cu vegetație de pe coastele atlantice și baltice, Salicornia și alte specii anuale care populează regiunile mlăștinoase și nisipoase, Dune mobile cu vegetație embrionară, Dune mobile de-a lungul țărmului cu Ammophila arenaria („dune albe”), Dune de coastă fixe cu vegetație erbacee („dune gri”), Dune cu Hyppophaë rhamnoides, Dune cu Salix repens ssp. argentea (Salicion arenariae), Dune fixe decalcificate atlantice (Calluno-Ulicetea), Formațiuni ierboase bogate în specii de Nardus, dezvoltate pe substraturi silicioase în zone montane (și în zone submontane, în Europa continentală), Recifuri, Râuri cu maluri nămoloase cu vegetație de Chenopodion rubri p.p. și Bidention p.p., Liziere de ierburi înalte hidrofile de câmpie și de nivel montan până la alpin.
La baza desemnării sitului se află mai multe specii protejate:
- plante (1): moșișoare (Liparis loeselii)
- amfibieni (1): triton cu creastă (Triturus cristatus)
- mamifere (1): focă obișnuită (Phoca vitulina)
- pești (4): zglăvoacă (Cottus gobio), Cottus perifretum, Lampetra fluviatilis, cicar (Lampetra planeri)

Pe lângă speciile protejate, pe teritoriul sitului au mai fost identificate 84 de specii de plante.